# Samuel Chase (Politiker, 1789)
Samuel Chase (* 1789 in Cooperstown, New York; † 3. August 1838 in Richfield, New York) war ein US-amerikanischer Jurist und Politiker. Zwischen 1827 und 1829 vertrat er den Bundesstaat New York im US-Repräsentantenhaus.

## Werdegang
Samuel Chase wurde ungefähr fünf Jahre nach dem Ende des Unabhängigkeitskrieges in Cooperstown geboren und wuchs dort auf. Er hielt verschiedene lokale Ämter. Chase war Master am New York Court of Chancery. Zwischen 1821 und 1829 war er Bezirksstaatsanwalt im Otsego County.
Als Folge einer Zersplitterung der Demokratisch-Republikanischen Partei vor und während der Präsidentschaft von John Quincy Adams (1825–1829) schloss er sich der Adams-Fraktion an. Bei den Kongresswahlen des Jahres 1826 wurde Chase im 13. Wahlbezirk von New York in das US-Repräsentantenhaus in Washington, D.C. gewählt, wo er am 4. März 1827 die Nachfolge von William G. Angel antrat. Er schied nach dem 3. März 1829 aus dem Kongress aus.
Nach seiner Kongresszeit ging er wieder einer juristischen Tätigkeit nach. Am 3. August 1838 starb er in Richfield im Otsego County.